# Satan a Jidáš

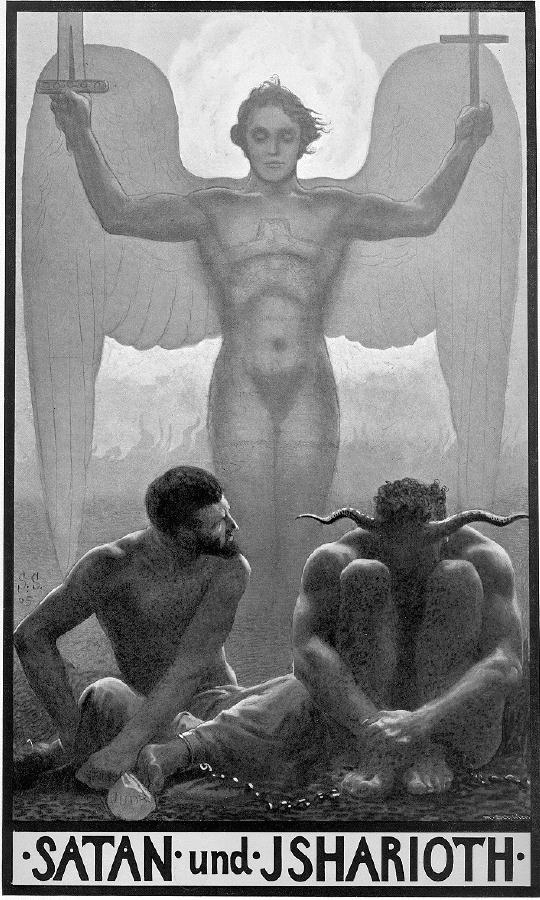
Obálka z roku 1905 od Saschy Schneidera.

Satan a Jidáš (Satan und Ischariot) je poměrně rozsáhlý dobrodružný román německého spisovatele Karla Maye.

## Německá vydání
Román nejprve vycházel v letech 1893-1896 na pokračování v katolickém týdeníku Deutscher Hausschatz z Regensburgu rozdělený do tří dílů:
- Die Felsenburg (Kamenný hrad, díl vycházel v letech 1893-1894),
- Krüger Bei (Krüger Bej, díl vycházel v letech 1894-1895),
- Die Jagd auf den Millionendieb (Honba za zloději miliónů, díl vycházel v letech 1895-1896).

Prvního knižního vydání se román dočkal v letech 1896-1897. V nakladatelství Friedrich Ernst Fehsenfeld ve Freiburgu vyšel nejprve v roce 1896 jako dvacátý svazek Mayových spisů jeho první díl a roku 1897 pak jako dvacátý první a dvacátý druhý svazek spisů také druhý a třetí díl (jednotlivé díly neměly žádné podtituly).
Nakladatelství Karl-May-Verlag vydává román v rámci Sebraných spisů Karla Maye také ve třech dílech a také pod pořadovými čísly dvacet až dvacet dva. Jednotlivé díly mají následující podtituly:
- Die Felsenburg (Kamenný hrad),
- Krüger Bei (Krüger Bej),
- Satan und Ischariot (Satan a Jidáš).

## Děj románu
Román má svůj prolog v povídce Old Shatterhandova první láska, ve které Karel May popisuje své seznámení s rodinou Vogelových při svém pobytu v Drážďanech. Členové této rodiny patří k významným kladným postavám a vypravěč se s nimi později v Americe již jako Old Shatterhand opět setká. Hlavní dějovou osou románu je snaha Old Shatterhanda a jeho přítele, apačského náčelníka Vinnetoua, dopadnout zločinné bratry Meltony (Harryho a Thomase) a Jonathana, syna Thomase Meltona, kteří se v honbě za zlatem a penězi neštítí ničeho, ani vraždy. V prvním díle se snaží například přinutit nic netušící přistěhovalce pracovat v nelidských podmínkách v dolech na rtuť, což jim ovšem díky zásahu obou pokrevních bratrů a jejich přátel nevyjde.
Druhý díl románu se odehrává v Africe a později i na Divokém Západě. V Africe Thomas Melton zavraždí jednoho příbuzného rodiny Vogelových, kterému je Jonathan Melton tak podobný, že místo něho shrábne velké dědictví. Této vraždě nedokáže Old Shatterhand (vystupující zde jako Kara ben Nemsí) zabránit, přestože ho na jeho cestě do Afriky doprovází i jeho rudý bratr Vinnetou. K dalším postavám, se kterými se oba hrdinové setkají, patří sir Emery Bothwell a Krüger bej (postava z Mayovy povídky Krumir).
Třetí díl začíná tím, že Vinnetou při návratu do Ameriky onemocní a skoro půl roku se zotavuje v Anglii, což umožní Meltonům získat dědictví. Později pak Thomas Melton svého bratra Harryho zavraždí. Nakonec jsou zbylí dva Meltonové po zásluze potrestáni. Mezi hlavní záporné postavy třetího dílu patří také Judita, manželka náčelníka indiánského kmene Jumů Lstivého hada. Proto se tento díl podle této postavy také někdy nazývá Indiánská kněžna. Judita je dcerou jednoho židovského přistěhovalce z prvního dílu románu a ve třetím díle se stane milenkou Jonathana Meltona.

## Česká vydání

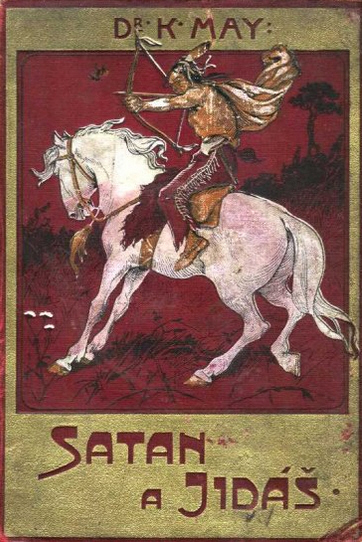
Vazba prvního českého vydání z roku 1906 s kresbou Věnceslava Černého.

První české vydání se datuje již do roku 1906, kdy román vydalo ve třech dílech (bez podtitulů) pražské nakladatelství Alois Hynek v překladu Josefa Ladislava Turnovského a s ilustracemi Věnceslava Černého.
Na druhé vydání si však museli čeští čtenáři počkat téměř třicet let. Teprve roku 1935 vyšel román v dalším pražském nakladatelství Toužimský a Moravec ve třech dílech v rámci tzv. Velké řady knih Karla Maye pod názvem Supové Mexika v upraveném překladu J. L. Turnovského (upravil Jaroslav Vávra) a s ilustracemi Zdeňka Buriana a Clause Bergena. Jednotlivé díly nesly tito podtituly:
- Trampem v Sonoře,
- Vinnetou mezi beduiny,
- Satan a Jidáš.

Po tomto vydání přestal pro české nakladatele román opět existovat, přičemž velkou roli v tom sehrály také politické důvody (komunistický režim). Teprve roku 1967 mohla v časopisu pro mládež Ohníček jako příloha vyjít zkrácená část prvního dílu pod názvem Tave-šala s ilustracemi Jaromíra Vraštila (Tave-šala je indiánské jméno pro Old Shatterhanda). Další zkrácená verze, tentokrát celého románu (160 stran), vyšla pak jako příloha časopisu ABC v letech 1968-1969 (s ilustracemi Zdeňka Buriana) pod naprosto nevhodným názvem Mezi supy (toto jméno se používá pro společné označení Mayových románů Syn lovce medvědů a Duch Llana Estacada).
Celý román vyšel až roku 1973 v nakladatelství Albatros ve dvou dílech v poněkud zkráceném překladu Antonína Tejnora (ilustrace Zdeněk Burian) a pak až v letech 1991-1992 v plzeňském nakladatelství Laser (tři díly podle vydání Toužimského a Moravce, první 1991, další dva 1992). Obě dvě vydání vyšla pod názvem Supové Mexika. Jméno Antonín Tejnor, stejně jako všelijaká jiná jména překladatelů Mayových děl, vydávaných u nás v 70. a 80. letech 20. století, je jen zástupným krycím jménem pro Vítězslava Kocourka, který v té době nesměl publikovat pod svým jménem. Kocourek v případě Satana a Jidáše (zde nazvaného Supové Mexika) aktualizoval překlad J. L. Turnovského (ten zůstal do dneška jediným zdrojem všech českých vydání Satana a Jidáše).
Zatím poslední úplné vydání pochází z brněnského nakladatelství Návrat, které román vydalo v rámci svého projektu Souborné vydání díla Karla Maye v letech 1995-1997 (původní překlad J. L. Turnovského upravil Vladimír Šunda, ilustrace Josef Pospíchal). Román byl rozdělen do pěti dílů bez podtitulů (první tři vyšly roku 1995, další roku 1996 a poslední roku 1997).
Roku 2010 vydalo nakladatelství Toužimský a Moravec opět zkrácený text první části románu v knize s názvem Tave-šala a další příběhy rovněž s ilustracemi Jaromíra Vraštila.
V letech 2014-2015 vydalo nakladatelství Naše vojsko všechny tři díly opět pod společným názvem Supové Mexika (Trampem v Sonoře, Vinnetou mezi beduiny a Satan a Jidáš).